# Florencio V de Holanda
Florencio V de Holanda, llamado « der Keerlen God » (el dios de los campesinos), nacido en 1254, asesinado el 27 de junio de 1296 en Muiderberg, fue conde de Holanda desde 1256 a 1296. Era hijo de Guillermo II, Rey de Romanos y conde de Holanda y de Isabel de Brunswick.

## Biografía
Su vida está narrada con detalle en el Rijmkroniek por su cronista Melis Stoke. Su reinado pasa por haber sido apacible, estar marcado por una modernización de la administración, una política favorable para el comercio, y gobernado en interés de los campesinos a costa de la nobleza. También durante su mandato de inicia la reconquista de la tierra al mar.
Su muerte, urdida por Eduardo I de Inglaterra y por Guido de Dampierre, conde de Flandes, hizo de él un héroe en Holanda.
Con sólo dos años de edad, en 1256, sufre la pérdida de su padre que muere en batalla contra los frisones. Durante su minoría de edad asumió la regencia su tío Florencio  († 1258), quien había gobernado el condado de Holanda tras la elección de su padre Guillermo como Rey de Romanos, luego por su tía Adelaida, casada con Juan I de Avesnes, pero esta última fue apartada después de la batalla de Reimerswaal en 1263 en favor de Otón II, duque de Güeldres.
En 1266, a los diez años,  Florencio fue declarado mayor de edad. En tal situación fue apoyado por el conde de Henao de la casa de Avesnes, enemigo de los condes de Flandes de la casa de Dampierre.
En 1272, intentó una expedición contra los  frisones con objeto de recuperar el cuerpo de su padre; pero fracasó. En 1274, tuvo que reprimir una revuelta de la nobleza liderada por Gijsbrecht IV de Amstel y Herman de Woerden, poderosos señores que poseían tierras en el norte del Principado de Utrecht a costa del obispado de Utrecht. Estos nobles eran apoyados por los artesanos de Utrecht, los campesinos de Kennemerland, de Waterland, de Amstelland así como por los frisones de occidente. Florencio ayudó al obispo de Utrecht  concluyendo un acuerdo con los artesanos. Ello supuso que, a partir de ese momento, el obispo dependió del apoyo del condado de Holanda, que incrementó su territorio con la anexión de las tierras de los señores rebeldes, los cuales fueron finalmente sometidos en 1279. Hizo algunas concesiones a los campesinos de Kennemerland. Esta región era una tierra de dunas donde los granjeros tenían menos derechos que los granjeros de los pólderes.
Florencio cambió de aliados rompiendo con los Avesnes para aliarse con los Dampierre.
En 1282 ataca de nuevo a los  frisones, los bate en Vronen y logra recuperar el cuerpo de su padre Guillermo. Después de una campaña en 1287-1288, somete definitivamente a los frisones.
Por otra parte, recibe  Zelanda como préstamo del emperador, pero la nobleza  local se alió con el conde de Flandes, que ocupó el país en 1290. Florencio intentó celebrar una entrevista de conciliación pero, hecho prisionero en Biervliet, tuvo que abandonar sus pretensiones.
Una vez liberado, intentó reemprender la lucha, pero el rey Eduardo I de Inglaterra, que tenía interés en que las desembocaduras de los ríos se mantuvieran en paz a fin de favorecer el comercio inglés, le convenció de lo contrario.  En  1292, Florencio reivindicó el trono escocés, por parte de su bisabuela Ada de Escocia (Ada de Huntingdon), esposa de  Florencio III y hermana de Guillermo I de Escocia. Como Inglaterra apoyaba a otro pretendiente, renunció a la alianza inglesa y atacó a Francia.
Con Eduardo, el comercio de lanas, que se negociaba en Dordrecht en Holanda, se trasladó a  Malinas (Brabante). En 1296, Florencio se alió con el rey de Francia para que éste le ayudara contra Flandes. Gijsbrecht IV de Amstel y Herman de Woerden ponen en marcha una conspiración contra Florencio con la ayuda de Inglaterra y de Flandes. En el curso de una partida de caza, el conde Florencio es capturado y encarcelado en el castillo de Muiden, propiedad de Gijsbrecht. La noticia de su captura se expande, y el pueblo y los campesinos se dirigen al castillo y lo atacan. Preso de pánico,  Gérard de Velzen asesinó al conde y el resto de los conjurados huyó. Gérard de Velzen fue capturado más tarde y ejecutado en Leiden. Los otros conspiradores se salvaron en Brabante, Flandes e incluso en  Prusia, donde se instalaron muchos colonos y cruzados holandeses.

## Su fama
La vida y muerte de Florencio V inspiraron canciones, juegos y libros en Holanda, siendo la más conocida la obra de teatro Gijsbrecht van Aemstel (siglo XVII) del poeta y dramaturgo Joost van den Vondel, que narra el saqueo de Ámsterdam ocurrido algunos días después del asesinato de Florencio V.
El sobrenombre " Dios de los campesinos " le fue atribuido después de su muerte por la nobleza, a modo de insulto. Había recibido este apodo porque se comportó « como si fuera el Señor de cara a sus campesinos». Según se dijo, recibió a cuarenta campesinos como miembros de la orden de Santiago sin permiso de la iglesia, provocando la cólera de esta y de doce nobles que habían también sido aceptados en esta orden de caballería. Esta leyenda no tiene ningún fundamento histórico, como tampoco lo tiene otra que pretende que  Gérard de Velzen participó en la conspiración porque Florencio había violado a su esposa. Lo cierto es que el recuerdo de Florencio fue transmitido por los agricultores de Holanda y el Dios de los campesinos se convirtió en un héroe simbólico durante la  Guerra de los Ochenta Años (1568-1648) contra España.
Florencio V de Holanda figura en el Canon histórico de los Países Bajos, lista oficial de 50 personajes históricos, iniciativa del gobierno neerlandés, cuya primera versión data del año 2006, siendo la segunda versión oficialmente aceptada el  3 de julio de 2007, que es material de estudio para los escolares neerlandeses.

## Matrimonio y descendencia
En 1270 se casó con Beatriz de Flandes († 1296), hija de Guido de Dampierre, conde de Flandes y de Matilde de Béthune, y de este matrimonio tuvo dos hijos:
- Margarita.
- Juan I de Holanda (1284 † 1299), conde de Holanda.